# Airbus DS Geo
Pour les articles homonymes, voir Spot.
Airbus DS Geo (anciennement Spot Image), société anonyme créée en 1982 par le Centre national d'études spatiales (CNES), le BRGM, l'IFP, et l'industrie spatiale (Matra, SEP, SSC), est une filiale d’Airbus Defence & Space (99,99 %) au sein de sa branche Intelligence. Sous mandat du CNES, la société est l’opérateur commercial des satellites d’observation de la Terre SPOT et Pléiades dont la réalisation (dès l'origine avec SPOT-1) est issue d'un partenariat technico-financier franco-belgo-suédois. Son siège est à Toulouse, à proximité immédiate du centre spatial.

## Réseau et partenaires
Airbus DS Geo distribue au niveau mondial des produits et services issus d’images de satellites d’observation de la Terre et s’appuie sur un réseau de filiales et bureaux (Australie, Brésil, Chine, États-Unis, Japon, Pérou, Singapour), et de partenaires. L’objectif est d’assurer un service de proximité tout en affirmant une présence résolument mondiale.
La société travaille avec un réseau de plus de 30 stations de réception directe qui reçoivent les images acquises par les satellites SPOT.
Airbus DS Geo collabore au programme GMES de l’ESA, travaille avec l’OGC pour le partage des informations géographiques et l’interopérabilité des services web, poursuit avec Infoterra Global ses services pour l’agriculture de précision.

## Satellites

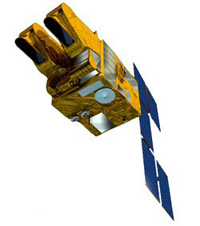
Satellite SPOT 5

Les 2 satellites Spot en orbite (Spot  5 et 6) fournissent des images avec un large choix de résolutions : 2,5 m à 10 m. Mais Airbus DS Geo distribue également les données multi-résolution d’autres satellites optiques, en particulier celles de Formosat-2 (Taiwan) et Kompsat-2 (Corée du Sud) dont elle a acquis les droits de distribution exclusive, et de satellites radar (TerraSar-X, ERS, Envisat, Radarsat). Airbus DS Geo est également le distributeur exclusif des données des Pléiades (satellite) de très haute résolution. La société offre enfin des infrastructures de réception et de traitement, et des solutions à valeur ajoutée.

## Produits
Au-delà des images, Airbus DS Geo propose :
- des orthoimages (SPOTView ortho) dont la précision de localisation est meilleure que 10 m RMS
- des couvertures territoriales homogènes, orthorectifiées (SPOTMaps), en couleurs naturelles et à 2,5 m de résolution
- des produits 3D (SPOT DEM) réalisés à partir de la corrélation automatique de couples stéréoscopiques acquis par l’instrument HRS (Haute Résolution Stéréoscopique) de Spot 5

Parmi les services offerts :
- la programmation des satellites Spot : l’accès direct à la programmation des satellites et la fréquence d’observation répétée d’un même point du globe permet d’acquérir des images sur une zone d’intérêt au moment choisi.
- l’archive Spot : plus de 18 millions d’images du monde entier, collectées par les satellites Spot depuis 1986 sont archivées et accessibles en ligne pour l’utilisation d’information géographique récente ou historique.

Et les services en ligne :
- « SPOTGallery »(Archive.org • Wikiwix • Archive.is • Google • Que faire ?) pour l’accès du grand public à des images choisies pour leur aspect esthétique, culturel ou thématique,
- En partenariat avec Google Earth, « Un monde, une année » propose les meilleures images des satellites Spot dont la date d’acquisition est au plus d’un an, sur la quasi-totalité du globe.

## Planet Action
Planet Action était de 2010 à 2012, un projet initié par Astrium Geo visant à encourager l’industrie de l’observation de la Terre et les professionnels de l’information géographique à apporter leur soutien à des projets locaux relatifs au problème du réchauffement climatique et qui agissent pour trouver des solutions d’adaptation. Les produits et moyens dont ces professionnels disposent, imagerie satellite, systèmes d’information géographique, logiciels de visualisation et de traitement d’images, sont incontournables pour étudier l’impact du réchauffement climatique, à l’échelle globale et locale.
Planet Action soutenait les projets dont l'étude portait sur :
- l’impact sur les populations et l’habitat
- la sécheresse, la désertification et les ressources en eau
- la végétation, la biodiversité et les écosystèmes,
- les océans
- les glaces et la couverture neigeuse

## Historique
- 1982 : création de Spot Image à Toulouse, France
- 1983 : création de Spot Image Corporation aux États-Unis
- 1986 : lancement du satellite SPOT 1
- 1990 : création de Spot Imaging Services en Australie
- 1990 : lancement du satellite SPOT 2
- 1991 : création de Spot Asia à Singapour
- 1993 : lancement du satellite SPOT 3
- 1998 : création de Beijing Spot Image en Chine
- 1998 : lancement de SPOT 4
- 2002 : création de Tokyo Spot Image
- 2002 : lancement de SPOT 5
- 2004 : ouverture des bureaux du Brésil et du Mexique
- 2004 : signature avec le NSPO pour la distribution des données du satellite Formosat-2
- 2005 : signature avec le KARI pour la distribution des données du satellite Kompsat-2
- 2006 : ouverture du bureau du Pérou
- 2008 : Astrium rachète les parts (41 %) du CNES et devient majoritaire avec 81 % des parts, les autres étant détenus par Telespazio (7,7 %), Swedish Space Corporation (SSC) (6,7 %), IGN (2,7 %)[8]
- 2009 : création de Spot Image Brasil
- 2011 : lancement de Pléiades-1A
- 2012 : lancement de Pléiades-1B
- 2012 : lancement de SPOT 6
- 2014 : lancement de SPOT 7
- 2021 : lancement de Pléiades Neo 3 et 4
- 2023 : dissolution d'Airbus DS Geo et transfert des biens et des activités à la société-mère Airbus Defense and Space SAS[9].